# Велика Руясола
Велика Руясо́ла (рос. Большая Руясола, марій. Кугу Руясола) — присілок у складі Совєтського району Марій Ел, Росія. Входить до складу Кужмаринського сільського поселення.

## Населення
Населення — 221 особа (2010; 208 у 2002).
Національний склад (станом на 2002 рік):
- марі — 100 %